# Jan Elsner
Jan Władysław Elsner   (ur. 27 sierpnia  1913, zm. 15 września 1939) – podporucznik rezerwy pilot Wojska Polskiego, kawaler Krzyża Srebrnego Orderu Wojennego Virtuti Militari.

## Życiorys
W sierpniu 1939 roku został zmobilizowany do 4 pułku lotniczego w Toruniu i przydzielony do I plutonu 43 eskadry towarzyszącej na stanowisko pilota samolotu Lublin R.XIII. Eskadra została przydzielona do Armii „Pomorze”.
13 września 1939 roku po starcie z lotniska polowego w Grabowie w gminie Żychlin w czasie wykonywania zadania bojowego, polegającego na rozpoznaniu ruchów wojsk niemieckich, został ciężko ranny. Pomimo odniesionych ran powrócił na lotnisko i bezpiecznie wylądował ratując życie porucznika obserwatora Mirosława Pszczółkowskiego z 46 eskadry towarzyszącej. Zmarł dwa dni później w szpitalu w Gostyninie. Został pochowany na cmentarzu w Luszynie .

## Ordery i odznaczenia
- Krzyż Srebrny Orderu Virtuti Militari nr 12054 – pośmiertnie 31 października 1947 roku „za czyny wybitnego męstwa w kampanii wrześniowej 1939 r.”[1] [8]